# 歡迎來到實力至上主義的教室角色列表

一年級篇劇情的各班重要角色，從左至右依序為坂柳有栖、葛城康平、伊吹澪、龍園翔、堀北鈴音、綾小路清隆、櫛田桔梗、佐倉愛里、輕井澤惠、高圓寺六助、一之瀨帆波

歡迎來到實力至上主義的教室角色列表列出衣笠彰梧創作的日本輕小說作品《歡迎來到實力至上主義的教室》及改編同名動畫作品中的角色介紹。
由於本作故事中的班級排名及成員經常發生變化，因此統一使用故事開頭的班級排名及成員，班級排名及成員的變化則另外補充說明。原作小說中每班班級人數為40人，動畫為25人，故部分配角在動畫中沒有出現。

## 1年級→2年級→3年級
在故事開始時為1年級，也就是綾小路的同年學生，故事進展到「2年級篇」升上2年級，而「3年級篇」升上3年級。

### D班（堀北班）
在1年級第三學期（1年級篇第8卷）時升為C班，學期末選拔考試結束（1年級篇第11卷）時再次降為D班。無人島生存考試結束（2年級篇第4.5卷）時升為C班，經過體育祭和文化祭（2年級篇第6-7卷）後升為B班，2年級第三學期末考試結束後（2年級篇第12-12.5卷）升為A班。
綾小路清隆（／），聲：千葉翔也
D班的幕後領導人，充滿謎團、深藏不露的高中生。身材中等、目無表情，在班上既不顯眼，也沒跟任何人深交，加上從不引人注目，因此起初給人一種陰沉且可怕的感覺。但實際上，他是擁有極高的智力與身體能力的全才，僅是在校期間會刻意隱藏各方面實力，還故意將自己的分數控制在中等偏低的程度來避免引人注目。同時是一名現實主義者，認為勝利就是一切，犧牲多寡都無所謂，有著將其他人當成棋子、道具利用的另一面。
自出生起就在父親建立的秘密教育機構「White Room」中度過童年並接受教育，在不到15年的時間內就已經累積遠超一般人一生能學習到的各類文武知識，以至於被White Room內部人士稱之為「最高傑作」。直到一年前White Room暫停運作，便由管家松雄負責照顧一年，這段期間被松雄告知高度育成高中的存在、且是唯一不在父親影響範圍內的學校，使他為了接觸社會加上尋找自己的答案，在松雄以及見過自己的坂柳理事長的協助下成功入學。
作為D班一直以來的真正王牌兼幕后推手，擅於智謀與心理戰，始終以堀北鈴音作為掩護，以便自己躲在幕後活躍。原本只是想要度過平靜的高中生活，但由於將入學起所有學力考試的分數全部控制在50分，便被執著升上A班的堀北鈴音以及班導師茶柱察覺到隱藏的實力，在她們的分別半強迫要求下，加上因為受到父親外在的威脅，才以非自願的形式幫她們升上A班。討厭別人窺探自己的事情，無論對人還是對事完全將自己防備到滴水不漏，絕不讓他人輕易發現真實的想法。自入學起就將櫛田、堀北、平田、輕井澤等人當作具有利用價值的道具或棋子使用，但由於想學習White Room中沒有學習的「戀愛」知識，答應與對自己有好感的輕井澤惠開始秘密交往。
往後多次考試與活動中都退居幕後，除了真正必要的時候才會嶄露頭角，其中深藏不露的身手以及未知數的實力，引起包含學生會長堀北學、C班領導人龍園、以及曾見過自己的A班領導人坂柳有栖等不少學生之特別留意。除此之外還受到父親外在的威脅，拒絕父親前來學校提出的退學要求後，迫使他面對父親的親信兼高育新任代理理事長的月城之輪番威脅。升上二年級後因必要情況而開始展露一定的隱藏實力，期間暗地對抗混在一年級新生中的White Room學生與其相關人物，在第二次無人島考試最後擊敗月城，更在文化祭時設局處理掉越加不穩定的八神。期間展露的一些實力使他與一部分同班同學逐漸產生看不見的隔閡，加上為了實施自己佈局的「計劃」，不但開始預謀轉班，也相繼與自己關係好的同學、包括女友輕井澤結束關係。
在三年級開學當天正式離開堀北班，透過一路下來籌集的兩千萬個人點數轉入原坂柳班，在第一場特別考試中取勝而接下其領袖位置。
在原作小說中有豐富的內心活動，但從櫛田的話語、以及堀北與一之瀨的對話中得知，本人實際上從故事一開始就幾乎沒有任何的表情，也幾乎沒有任何的情緒波動，甚至被評為宛如人偶一般。動畫則是採用第三人稱視角，直接省略掉綾小路絕大部分的內心活動。而漫畫改编的一年級篇中，綾小路的表情與情緒波動幾乎跟正常人相差無幾，但在漫畫的二年級篇維持原作的設定。
堀北鈴音（／），聲：鬼頭明里
D班的明面領導人，冰山美少女。擁有一頭烏黑的長髮、冷漠孤傲的眼神、以及總是穿著過膝襪的漂亮長腿。因為長期置身事外，因此有一定的看人的眼光。身為學生會長堀北學的妹妹，為了追隨身為學生會長的哥哥並得到其認同，將晉升到A班視為最大目標。為了達成這一目的，認為能否得到綾小路的幫忙會是關鍵，基於入學時曾近距離目睹綾小路看似不出奇、卻能跟自己哥哥堀北學對等的隱藏實力。
即使學習能力及自我管理能力方面擁有加入A班的水準，但在待人接物、以及團隊合作方面有著諸多欠缺，因此才被分發到D班。雖然長相漂亮，卻和班上同學幾乎無交流，習慣獨自一人面對事情，意外地會和綾小路進行一定程度的互動，因此被班上部分同學認為兩人關係匪淺。入學時與人相處關係極為冷漠，但隨著時間已經變得相對圓融。認為綾小路是自己唯一能夠談心並且信任的朋友，唯獨綾小路從不曾認為她是自己的朋友，也從不曾作為同學去擔心過她。身為綾小路所制作的“燈光”，作為綾小路在幕後操控一切的明面上的遮暗人，但在學校的特殊考試中的出色發揮，使她漸漸成為班上的領頭人物，並且在失敗中漸漸成長，試圖不再依賴綾小路，而是靠自己贏得考試。
久而久之對綾小路產生強大信賴感，將其視為堅強後盾，每當特別考試時都會固定找他咨詢意見。受綾小路影響而敢於面對哥哥，乃至在哥哥畢業離校前剪短髮恢復過去的樣貌，才重新得到哥哥的認同。二年級開始變得更加自信，首先與綾小路以數學科考試打賭，並因綾小路考滿分而願賭服輸加入南雲的學生會擔任幹事。連續在無人島考試、全場一致考試、體育祭與文化祭頗有巨大貢獻，雖然也做出不小的犧牲，但仍使原本的D班慢慢攀升到B班地位。修學旅行過後因南雲即將畢業外加一之瀨退出學生會，從而不戰而勝成為學生會會長。在第三學期末特別考試中，被一之瀨以0比10的方式擊敗，內心受挫之下再度受綾小路安慰與協助才反敗為勝，並隨著坂柳退學而得以實現升上A班的目標。
心裡對綾小路抱有感激以外，也至此產生超越朋友的情感，同時也逐漸對綾小路的過去產生好奇，縱使她趁綾小路的三者面談結束時短暫初遇其父親篤臣。本希望在三年級時繼續與綾小路攜手共戰，卻受他突如其來的轉班影響而精神動搖，不但體會到前所未有的失落感，更導致在三年級首場特別考試中慘敗。
櫛田桔梗（／），聲：久保百合花
D班的中心人物之一，交友範圍極廣，為人善良熱心，無論何時都表現得十分溫柔，是有著高人氣的美少女。希望能和所有人都建立良好關係的同時，私底下也有不被人所知的另一面，全班只有綾小路曾偶然目睹過，事後威脅其不能說出去。實際上好勝心極強，尤其討厭自己在擅長的項目上輸給別人，同時很在乎他人的讚美與羨慕。雖然各方面的資質都在平均值之上，終歸贏不了個別領域突出的人，因此才轉而戴上和善的面具，積極成為最受歡迎的人，以獲得他人信賴來滿足自己的虛榮心。
起初試圖與堀北鈴音交好，接近唯一能與堀北說得上話的綾小路清隆，無論是單刀直入還是藉由綾小路幫助設計，但都被堀北不留情面地拒絕，而真正目的也是為了使她退學。國中時期曾是班上的風雲人物，因承受不了壓力而以匿名方式在網路博客上公布班上同學們的秘密及噁心的想法作為發洩，卻因此遭受同學們的敵意，對此內心感到陰影，因而掀起班級內訌，令她的班直到畢業為止都無法正常運作。進入高中打算從零開始，卻再遇國中時不同班的堀北鈴音，因國中的過往被堀北有稍許了解（也相信堀北也有與綾小路講述過往），因心生想讓堀北與綾小路退學的想法。儘管經過多次嘗試，甚至兩次與C班的領袖龍園聯手，卻因綾小路的暗中干預而全部以失敗告終。
二年級時開始想辦法排除綾小路，但即使與懷有相同目的的學弟八神拓也在無人島考試期間聯手，也因天澤一夏的阻擾而失敗。在全場一致特別考試時因為自身的執著加上被綾小路算計，在全班面前暴露隱藏的本性。本即將被選為退學對象而故伎重演、掀起班級內訌，但由於被堀北認為自己仍對班級未來有巨大作用而力保留下，間接造成愛里的退學。考試後認為自己已顏面難存而避不見面，但在堀北的說服下才不情願地回班上低調地做出彌補。在文化祭期間遭八神和天澤糾纏卻被綾小路所救，為了還恩情而跑去協助他說通準備退學的長谷部，同時為考試一事當作賠罪。諸多經歷使她認清綾小路的強大與可怕，至此不敢再與他為敵，在教育旅行期間再次被同組的綾小路從龍園手中救下後，不自覺地對他產生好感。
輕井澤惠（／），聲：竹達彩奈
D班女生的頭領人物，個性好勝且強勢，深受女生信賴，朋友也很多。積極的辣妹系金髮藍瞳美少女，微微曬黑的皮膚，顯得十分可愛。被綾小路標記為D班「女帝團體」的核心，所有層面的成績皆為平均之下的水準，卻具有向心力一般的特質。從協助綾小路的事上展示出其敏捷的應變能力，而且雖然成績一般，但頭腦在日常處事時卻意外地聰明，成為極少數得到綾小路信任的人之一。
開學後很快與班級領袖平田洋介以情侶的名義公開交往的關係，即使搶走大部分女生的風頭，但仍深受信賴。常跟隨平田的發言做出表態，代表女生給予意見或姿態。輕浮的辣妹形象只是她用來偽裝的保護色，其實在國中時期因個性的關係，不小心得罪同類型的女生們而遭到長期霸凌，身心均留下傷痕。如今為了保護自己會「寄生」於強大的男性身上，在私下請求下得到平田協助，表面上雙方是互相交往關係，藉此確立自身在D班的地位，也曾自嘲為「寄生蟲」。這層偽裝直到無人島考試結束後的船上特別考試中，才在同組的綾小路面前顯露出來，以此為契機使她們二人聯繫在一起。從此被綾小路保證她的安全，以保密她的真實面目為條件，讓她完成私底交辦的各種任務，還被綾小路稱讚「比堀北更可靠」。
至此成為D班唯一知曉綾小路兩面性的特殊存在，從而對綾小路產生依託以及好感，看到他跟其他女生在一起也會不由自主的產生嫉妒。後來遭到龍園為逼出D班幕後主使而帶到學校頂樓（動畫改為施工中的體育館）潑水施暴，重新挖出心理創傷。即使得知船上事件是綾小路刻意促使，也不願吐露出綾小路的身份。最後目睹綾小路以暴露身份的形式解救她，深受感動之下學會直面過去，並徹底喜歡上綾小路。與平田結束表面交往的關係，學期末接受綾小路的告白而開始秘密交往。這則關係一直沒有對外公開，但仍會偷偷去綾小路房間內約會，知情者只有佐藤以及來過綾小路房間內的天澤一夏。二年級無人島考試時在樹下與綾小路接吻，並於第二學期時對外公開與綾小路的戀情。
「這本輕小說真厲害！2020年」﹑「這本輕小說真厲害！2021年」人氣女性角色排名首位。
佐倉愛里（／），聲：M·A·O
性格內向的美少女，在班上沉默寡言，戴著平光眼鏡，身材豐滿，不擅長與他人共處。平常看起來樸素不顯眼，其實私底下是名叫「雫」（しずく）的人氣網絡寫真偶像，平時會帶着自己的數位相機自拍貼文。
看似除了乖巧怕生外再無明確的性格，總是靜靜地垂着眼、駝着背像是蜷縮在角落裡。做事欠缺積極性，並對自己的未來毫無展望。直到一次自拍時偶然窺見同班的須藤健被C班男生陷害鬥毆的過程，成為事件中唯一的目擊證人且保留照片證據，起初因為害怕暴露真實職業而不敢吭聲，直到被綾小路和櫛田說服之下才出面作證，儘管沒能起到作用，但仍然為綾小路挽回局勢爭取到時間。當事件和平處理時，她遭到認出自己身份的跟蹤狂、也是學校家用電器店員跟蹤、騷擾，即將受侵犯之際再度被綾小路拯救，使跟踪狂被一之瀨帶來的學校保安逮捕。這些經歷讓她獲得勇氣、不再畏縮，並將綾小路視為精神支柱，至此也開始暗戀他，試圖向他提出約會卻一直無進展，期間回絕過同班的山內送的情書。
在各項特別考試與體育祭中都沒能發揮重要的作用，但仍渴望被綾小路看到自己成長的身姿，自願與綾小路、幸村、三宅、與長谷部組成「綾小路組」，開始彼此直呼對方的名字。這讓她擁有更多與綾小路在一起的時光，同時與小組中唯一的女生長谷部結交極深的情誼。對綾小路的情感不斷地增加，卻又眼看他身邊被越來越多的女生圍繞，在長谷部的鼓勵下決定慢慢做出改變。
與小組的友情持續到二年級第二學期初，在全場一致特別考試中因為其OAA綜合能力為全班最差，因此被提名為以退學換取班級點數的候補。儘管被綾小路組與部分同學維護，卻認同自己不應扯大家後腿，說服所有人為自己投下退學的讚成票。事後雖然沒有責怪大家卻也強忍住傷心，走前讓綾小路見證自己做出的改變後道謝且至別。退學後並沒有因此消沉，反而重新開始網絡偶像活動，並獲得比之前更大的成功，同時決定以演藝界為目標，並為綾小路組留下禮物且答應再會。
平田洋介（／），聲：逢坂良太
D班的中心人物兼明面領導人之一，助人為樂、笑口常開，會率先去完成一般人不太想做的事情，對班上大部分麻煩事都是義不容辭。無論外表還是溝通能力都十分出色，在女生間很有人氣，也是足球社的成員。觀察力敏銳，很早就發現綾小路深藏不露，也曉得他便是堀北身後出謀劃策的人物。因為個性以及國中時的過往，使他成為少數綾小路無法掌控的人物，而本人也認為綾小路是一個令人感到毛骨悚然的人物。
國中時期表現相對平凡，與自己同校的發小杉村在校內遭受霸凌，卻因害怕自己同樣會被欺凌而不敢伸出援手。事後杉村跳樓自殺未遂而淪為植物人，霸凌跡象也沒有因此停止，自責自己沒有伸出援手的同時，選擇以暴制暴來控制住霸凌現象且支配整個年級，代價卻是讓其他同學備受精神煎熬、硬生生毀掉一整個學年。這成為他的一大心理陰影，為了彌補自己過去的行徑，升上高中後會積極幫助他人，偏護弱勢群體的同時，也會全力防止班級進一步分裂。
在輕井澤惠的請求下與她建立假的情侶關係，盡力地保護著初中時受到極大欺凌的她，依靠著自己的人格魅力，讓輕井澤獲得班上女生領導的位置。但後來觀察到她變得越來越任性、驕橫跋扈，反而使自己感到困擾，最後不得不藉助綾小路的幫忙才讓輕井澤做出改變，至此也認可綾小路比自己更能勝任班級領袖。後來在班級投票特別考試中無法做出犧牲、又無力拯救退學者，加上堀北帶動全班抵制背叛班級的山內，導致自己國中時的心理陰影再次湧上心頭，還一度在全班面前暴露隱藏的黑暗面。在投票考試中獲得讚賞票第二名，卻受陰影困擾而陷入低潮，失去笑容並且放棄帶領班級。直到被綾小路用言語刺激才決定直面過去，繼續帶領著班級前進而重新振作，同時看清綾小路的真面目並對他產生相當大的信任。
高圓寺六助（／），聲：岩澤俊樹
出身於高圓寺財閥名門的獨子，個性隨心所欲、唯我獨尊，對校內事物以及班級合作基本上漠不關心，在無人島考試或是體育祭時都以「身體不適」為理由退出，是綾小路認為無法掌控的人之一，與班上的不協調也使他在班級投票時險些成為班上要退學的對象，但因為深藏不露的實力而被鈴音提出挽留。相當討厭「醜陋」的事物，一旦被他發現到醜陋事物他就會不計一切摧毀。
能文能武，實力深不可測，甚至與綾小路不相上下，男性象徵的尺寸似乎是同年級最為雄偉的。能在背對須藤健的情況下輕鬆接住他的全力一擊，無人島測試時在大自然環境中更是如魚得水，而在龍園想要找出D班的幕後主使時也一度被懷疑甚至堵路。曾僅僅靠握住綾小路的手，就得知他打敗過龍園。在二年級無人島考試前與堀北約定，若自己獲得第一名，便可自由行動。最終獲得第一，並贏得300班級點數。二年級體育祭以獲得個人點數爲由認真比賽。看似毫不關心同班的同學，唯獨對同班的王美雨照顧有加，不止一次向她伸出援手。
須藤健（／），聲：竹內榮治
D班的三個問題人物之一，剛入學時學力與成績排名榜末，但在運動及社團活動中表現優異。籃球社的成員，正以職業籃球手的目標而努力。雖然運動神經非常好，但個性暴躁、衝動，經常打架，源自從小父母離異。不止一次與他人發生暴力衝突，受到很多人的反感，曾因此失去過全國有名的籃球強豪高中之入學資格，自暴自棄下選擇高育從零開始。在經歷各項校內考試以及被C班陷害的鬥毆事件過後，性情逐漸有所改善，成為在班上少數和綾小路關係比較好的同學。
對堀北鈴音抱有好感，在體育祭時連續受龍園挑釁而拖垮成績，幾近放棄時受到她的開導才醒悟，從此與她成為真正的朋友而一改常態，同時對於綾小路能與鈴音若無其事地交談表示羨慕。第二學期末時在班級的共同策劃下，與堀北分在考試同一組，並在堀北的教學下逐漸提高學習成績。對於朋友相當保護，在班級投票期間因山內與坂柳合謀遭到揭發時也試圖幫他說話，但最終愛莫能助，而自己也在投票中以21票批判票位居全班批判票第二。
升上二年級後學力逐漸增加，使得周圍的同學和老師都對自己刮目相看。在與一年級的D班頭領寶泉的肢體衝突中，試圖幫鈴音出頭卻不敵對方的強悍，直到目睹綾小路以手受傷的代價制止寶泉，從此佩服綾小路異常強大的實力。二年級體育祭時因活躍的表現得到同班女生中的體育王牌小野寺的青睞，兩人產生微妙情愫。後來的教育旅行過程中向鈴音告白但被好心回絕，也沒有因此消沉而決定繼續努力用功。
池寬治（／），聲：阿部大樹
D班的三個問題人物之一，入學時身為班上少數和綾小路關係比較好的同學，平時常與須藤、山內走在一塊。是個人際交往廣加不錯的口才，班內的搞笑擔當。
在校外無人島野外求生特別考試中，因為是極少數具備野外露營知識的學生，因此對於D班有著巨大的貢獻。在班級投票中以20票名列批判票第三，並且深感到自己的無能，在班級退回D班時認為自己也有責任，從此開始盡自己所能為班級貢獻。
與篠原皐月總是發生鬥嘴，但在聖誕節時變得親近，而二年級無人島考試前一度嫉妒她跟C班的小宮變得親近。無人島考試期間安慰因故而即將退出考試的篠原，考試結束坐船返航期間確認跟她交往。
山內春樹（／），聲：岩中睦樹
D班的三個問題人物之一，入學時身為班上少數和綾小路關係比較好的同學，平時常與池、須藤走在一塊。平時很會吹牛、吊兒郎當，沒做出什麼貢獻，覺得凡事都是理所當然。
原本喜歡櫛田，但在告白被拒後轉為覺得容易追求的愛里，並且在無人島考試中被綾小路以她的電話號碼為誘餌協助他進行計畫，但之後又被他耍賴而白忙一場。之後雖然有嘗試寫情書給她，但被立刻拒絕；體育祭過後便不再與綾小路有交情。
在合宿特別考試期間一度撞倒坂柳卻棄之不顧，因此不經意間遭到坂柳以報復心態算計，被她以“交往”為條件而受誘惑，在班級投票時暗中拉攏櫛田串通D班近半數的人企圖讓綾小路退學。但事情最終敗露，在全班面前遭堀北揭發而淪為眾矢之的，乃至遭到坂柳背叛，最後以33票成為D班批判票榜首，成為班級投票中的3位退學者之一，也是堀北班的首位退學者。
幸村輝彥（／），聲：鄉田翼
D班的資優生，性格自視甚高，在D班中學習成績是一流水平，因此很討厭不愛學習和成績差的人。但體能不好，在運動方面無法派上用場，經過無人島以及幾次特殊考試中遭遇挫折後也慢慢改變想法，認識到自己也有不足之處。性格也有所改善，第二學期期末考試時主動協助綾小路、三宅和長谷部讀書，幾人因此成為朋友並組成「綾小路組」。討厭棄自己不管的母親為自己所取的名字，希望朋友以父親取的名字「啓誠（／）」來稱呼自己。
二年級開始時對綾小路數學考滿分的行為非常詫異，不滿綾小路故意隱瞞學力，導致小組中一度出現裂痕。雖然經過無人島考試後逐漸恢復情誼，直到愛里在全場一致特別考試中被選為退學對象，使小組中的裂痕再次惡化、陷入瀕臨瓦解的狀態，即使自己沒有怪罪綾小路及全班的決定。在文化祭過後與走出愛里退學之陰影的長谷部與三宅再度握手言和，繼續以小組的關係往來，心中也默許綾小路的自願退組。
三宅明人（／），聲：鈴木崚汰
弓道社成員，在待人接物上的態度表現十分樸實，國中時期曾經多次由於引起吵架事故而接受輔導，因此比較孤僻。此外體能優秀，運動會的大部分項目都有參加。於長谷部波瑠加性格類似且關係不錯，在第二學期期末考試中與長谷部分為一組，因此在交談中關係便更得融洽。由於在考試與長谷部的強弱項幾乎重合，因此在參與學習會後與幸村、綾小路、加上自願提出加入的愛里成為朋友並組成「綾小路組」。
經過一年級第三學期的相處，本與小組的關係發展為如膠似漆的地步。直到二年級時因綾小路展露實力，導致小組內出現裂痕，而愛里在全場一致特別考試中被退學更是雪上加霜。起初因為長期以來對長谷部的好感，一度打算跟她一起在文化祭期間自願退學，直到長谷部被綾小路和櫛田告知愛里蛻變的真相，才使長谷部打消念頭，自己也決定一同留下繼續以A班為目標而奮鬥。
長谷部波瑠加（／），聲：巽悠衣子
三宅的學習搭檔，因為長相貌美及胸部發育得較早被許多人關注，但本人很討厭望向自己的那種下流視線，因此比較孤僻。在擅長、喜歡與否的區分上的態度都表現得過於明確。與三宅在第二學期末的特別考試中分為一組，參與學習會後與幸村、綾小路、以及後到的愛里成為朋友並組成「綾小路組」。喜歡用暱稱稱呼好友，因為體育祭時因綾小路展現的非凡實力而對他產生好感，情人節時也送過他巧克力，但體諒到朋友愛里而選擇退讓。
與小組持續以好朋友的關係往來時，對內向的愛里十分照顧，然而也漸漸地將她當成孩子一樣過度保護。在二年級的全場一致特別考試中，對於綾小路點名讓愛里退學感到不可置信，為了保護愛里始終選擇反對，在投票階段倒數時在愛里默許的喊聲及笑容之下，最終忍痛投下贊成票。朋友的離去使她遷怒於綾小路和堀北並與之決裂，在文化祭期間企圖說服三宅與自己一同退學，藉以削弱班上的點數作為報復。直到最後被綾小路和櫛田告知愛里退學後回歸偶像事業且展翅高飛的真相，並收到愛里離開前為自己留下的女僕裝，意識到自己的錯誤後放下憎恨、重新振作，換裝幫班級完成文化祭。向全班致歉後決定以升上A班、畢業後與愛里重聚為目標而奮鬥，與三宅和幸村恢復小組關係往來，唯獨與綾小路保持疏遠。
此後每週固定關注參加偶像選拔網絡節目的愛里而漸漸走出陰影，第三學期時一度希望綾小路能回歸小組，但因為天澤前來插話而沒再繼續。對於綾小路在三年級時轉班沒有太過吃驚，反而已司空見慣，雖然也思索過是否是自己所致。
佐藤麻耶（／），聲：Lynn
D班中較活躍的辣妹系女生，性格方面相當友善，積極、開朗，有能和所有人交朋友的能力，與輕井澤發展為關係密切的摯友。曾在小學時成績優秀，但上初中時開始與朋友遊玩，常常缺勤導致學力停滯。
在體育祭時伴隨全校人目睹綾小路在大隊接力中的活躍表現，被他的帥氣英姿吸引住，提出跟他交換聯繫方式並從朋友開始。在第二學期末考試中幸運與綾小路成為搭檔而靠攏，在聖誕節時的約會中向他告白，卻因綾小路顧及到自己的身份、以及與輕井澤的秘密關係而被拒。即使受打擊，但也認同自己的告白太過心急。第三學期過後察覺出輕井澤與綾小路秘密交往的事實，並在二年級第一學期時找上輕井澤對峙並證實，向她搧完一巴掌以兩清後表示原諒她。
至此成為班內首個知情輕井澤與綾小路交往的人，即使仍對綾小路抱有感情，但考慮到摯友輕井澤而選擇退讓。在二年級文化祭前曾被八神拓也找上，被他給出讓輕井澤退學以跟綾小路重燃舊情的提議，但她明智地選擇拒絕。後來受到椿櫻子用“威脅”方式接觸，即使深陷絕境卻仍然沒有出賣朋友，在不知內情的情況下成為綾小路和椿櫻子合作將八神逼到退學的重要一環。
松下千秋（／），聲：田澤茉純
以輕井澤為首的團體成員，與篠原和佐藤關係很好。希望找到男朋友卻看不上班級中的男生，希望與高年級學長甚至大學生交往。本身是富有人家的女兒，從小學業成績與體育能力都有很好的水準。在被排入D班後，認為雖然班級內有諸如堀北、櫛田、平田等能力優秀的學生，但基於班上太多能力低下的問題學生，為了不被人嫉妒以及過度依賴，跟綾小路一樣選擇隱藏自身的實力。認為自己的真本事在同年級生中列入前十分之一不是問題，但也承認自身缺乏統率、領導能力。
曾遠距離目睹綾小路言語激勵失落的平田，從而對同樣隱藏真正實力的綾小路產生好奇，二年級起便開始暗中觀察其一舉一動，必要時會私下希望他搬出一點實力。
王美雨（／），聲：櫻木亞美紗
以櫛田為首的團體成員，來自中國的留學生，特徵是綁雙馬尾。暱稱為「小美」，國中一年級時因父親工作而陪家人搬到日本，靠出色的英文水平才和同齡人打成一片且學會日語交流。
喜歡平易近人的平田，在平田跟輕井澤結束表面的交往關係後，曾找綾小路詢問該如何向平田告白。本人至此也認同綾小路很可靠且徹底改觀，此後遇到困難時會主動找他幫忙。在平田因為班級投票的事情陷入低潮時，雖然多次嘗試安慰他，但屢次遭到他推拒，直到綾小路私下說通平田後，才得到平田的歉意。在合宿中曾與椎名日和同組，兩人有許些交情。
篠原皐月（／），聲：香田沙織
以輕井澤為首的團體主要成員，性格比較強硬，能帶動很多女生的話題和意見，也非常支持、信任、及服從輕井澤的選擇。愛為女生出頭而非常針對男生團體，在無人島野外求生特別考試時，帶頭竭力指責男生盜竊輕井澤內褲。與池寬治是死對頭，兩人總是針鋒相對，直到聖誕節時被高年級學生糾纏時被池救下，從此對池抱有些許好感，與池一起度過平安夜。
小野寺茅乃（／），聲：小市真琴
游泳社成員，體育方面能力是D班女生的主力。在一年級體育祭時，對於堀北無法達成配合感到不耐煩，但在堀北改變後也向她認錯，便表示沒什麼和認為堀北認罪態度太超過自己承受不起。
在二年級體育祭時繼續擔任女生主力，在女生個人賽中名列第一而獲得200萬私人點數，在和須藤的合作中受他努力的樣子吸引，慢慢對他產生好感。
外村秀雄（／），聲：川邊俊介
身材較胖的宅男，人稱「博士」。不擅長也不喜歡運動，但精通電腦技術，從初中時期開始屢次獲得好成績。
井之頭心（／），聲：下地紫野
以櫛田為首團體中的成員。性格十分內向，在自我介紹時因為害羞被關注，被綾小路描述為是個相對樸素的女生。曾在暑假時過生日，以櫛田為首大部分同學有準備生日禮物。
森寧寧（／），聲：本泉莉奈
輕井澤團體中的成員，經常和松下一起行動，會時不時在團體中傳達一些班級的要聞。
本堂遼太郎（／），聲：宮城一貴
愛好電子遊戲與動漫的蘑菇頭宅男，入學時與山內和池等人關係不錯，在班上沒什麼存在感，開學1個月內揮霍完所有點數。
前園杏（／）
僅在原作輕小說中登場的女學生，在船上的夏季小組特別考試時與佐倉同房間，在綾小路與大多數人的印象中待人惡劣、容易與人爭吵，但跟小美關係十分密切。
二年級開始與橋本交往，固定向他透漏堀北班的一些內幕消息，其中包括綾小路是幕後領袖的實情。在二年級寒假期間聽從橋本指示，將須藤、松下在內的一部分同班生召集起來討論綾小路的事情，藉此套問出綾小路的情報並將其錄音送給橋本。但這件事後來被綾小路透過松下而得知，並且她在第二學年末特別考試中向橋本洩露班上的情報，成為名副其實的「背叛者」，最後被綾小路揭穿所有行為，再藉由考試規則而被逼到退學。

### C班（龍園班）
在1年級第3學期時降為D班，而最終考試結束後升回C班。2年級第一場特別考試結束後升為B班，而無人島生存考試結束後降為D班，經過體育祭和文化祭後升為C班。
龍園翔（／），聲：水中雅章
C班的主要領導人，以暴力與智慧在C班獨裁，統治班級的方式採取「一手糖果、一手鞭子」。自國中時期便做出許多問題行為，但都缺乏確鑿證據。學力部分處在平均之下，本人對此從未認真看待，認為那種東西根本毫無價值。
目標是在三年內賺取8億點數，讓C班全員升上A班。幾乎一個人扛下大多數的責任和班級競爭的計畫與實行，同時被C班大部分人輕蔑以及尊敬。性格極其惡劣，行事風格陰險狠毒，凡事只重視結果且不擇手段，能想出許多出乎他人意料的策略。有著和綾小路類似的思考方法，對堀北鈴音有著異樣的執著，欲將其玩弄於股掌。最信任的人是自己，重要的事，以及決策會交由自己決定，不過也會聽取少數幾個自己較為信任的人的意見。
在最一開始引發的暴力鬥毆事件中試圖陷害D班卻沒能得逞，從此對D班暗中活躍的堀北產生興趣，當無人島考試時所實施的完美作戰被綾小路反過來擊敗後，開始利用D班的間諜櫛田所洩漏的情報而連續在船上考試以及體育祭上反超D班，同時試圖陷害堀北卻再度被綾小路扳回一局。從此確信D班當中藏著指揮一切的幕後主使而開始極力尋找，抓出綾小路的間諜真鍋志保後得知是以輕井澤遭霸凌為起點，決定同樣對輕井澤實施霸凌來逼出幕後主使。雖然計劃成功使綾小路自願現身，卻嚴重低估綾小路的實力與可怕程度，不但被他以更強勁的力量擊潰，從綾小路身上體驗到前所未有的恐懼感。事後打算一人承擔責任並自願退學，但就連退學的選擇也被綾小路封死，還被綾小路認為仍有“利用價值”，因此只能先退下領導地位。
至此收斂不少原先的暴力行徑，靜待自己捲土重來的時刻，同時也將打敗綾小路為最大目標。原本在班級投票中被選為退學對象，但受到綾小路、石崎與伊吹的力保而得以留下，緊接著在期末班級競賽中擔任司令塔、以耍詐的形式擊潰B班奪回大量點數，重獲班級信任而繼續擔任領導人。二年級開始基於不同的形勢，有時不得不與綾小路暗地裡建立合作關係。
伊吹澪（／），聲：小松未可子
C班的核心人物，龍園少數信任的人之一，但本人厭惡獨裁支配C班的龍園，僅是認為龍園的狠勁對班級整體是有益的，因此還是在其底下行事。在學力及體育方面有傑出的表現。使用的武術是巴西的卡波耶拉戰舞，有著不輸男人的強勢內心，討厭失敗，但思考方式成熟。和其他C班的學生們關係都不好，缺乏團隊合作能力且沉默寡言、性格冷淡，見人生厭的體現。儘管可以做到與人交談，但會選擇以帶刺的方式表達，會令人想要保持距離。
在一年級無人島生存特別考試中作為C班的間諜潛入D班，為了擾亂D班的秩序，便製造出輕井澤內褲失竊事件來引發D班內槓，趁機盜走D班由堀北鈴音掌管的「領導者卡」，被堀北發現後兩人進行單挑，由於堀北身體處於發燒狀態才使自己僥倖取勝。之後將領導者卡交給龍園和A班的葛城，結束任務後丟還給發燒昏迷中的堀北，卻最終在綾小路秘密頂替領導者的作戰下，使龍園的計劃以失敗告終。
在龍園挾持輕井澤進行施暴以逼出D班的幕後主使時，被身為幕後主使的綾小路輕鬆撂倒而失去意識。隨著龍園落敗且退出領導地位，心裡不希望龍園退學而盡自己所能維持C班，在班級投票時還不情願地與石崎共同去求助綾小路，才使龍園免於退學。自從一年級無人島考試起就對鈴音產生極強的競爭意識，兩人之間不止一次針鋒相對，但在二年級無人島考試時不得不與她聯手對付天澤一夏，後來二年級合宿時還與鈴音一同接受綾小路的格鬥特訓以重新挑戰天澤。
椎名日和（／），聲：高橋李依
C班的核心人物，龍園少數信任的人之一，也是少數不畏懼龍園統治方式的人。鑒於龍園直呼她名字、帶她前去偵查D班幕後主使且聽從其看法之下，在C班地位相當高。茶道社成員，是一名獨具慧眼、心靈手巧的文靜少女，喜歡獨處，不愛交際，幾乎沒有能稱為朋友的存在。自稱不喜歡爭鬥，也對交友沒有任何的興趣。對待學習的態度上十分認真，也展現出相當優秀的水平，但體能較弱。
父親椎名克己是作家出身，深受父親影響而熱愛讀書。在圖書館借書時與綾小路相識，因為C班沒有人喜歡讀小說，認識他後因為興趣相投加上想法接近，從此結為書友關係。邀請綾小路一同吃午餐，表示自己以前從未去過學校食堂，後借給了綾小路自己相當推薦的一本推理小說。內心被綾小路認為在某種意義上，其實是比龍園更加毛骨悚然的“未知數”。她同時靠自己猜出綾小路就是改變過龍園的D班幕後領袖，一年級學期末時也幫過綾小路為龍園傳話。
此後與綾小路經常在圖書館遇到或相約出來讀書，在一年級情人節時也有送他巧克力。雖然認為綾小路是自己班級最大的敵人而且終將會有一戰，但也希望那不會傷害他們之間的友誼，心裡也希望綾小路能加入她們班結伴而行。二年級開始與綾小路關係更為親近，無人島考試前希望能跟他組隊藉以相處，寒假期間還將自己父親的著作借給他並希望能獲得其感想，與綾小路的關係已被周圍人認為非比尋常。
石崎大地（／），聲：帆世雄一
龍園的左膀右臂，小有名氣、頭腦簡單的不良少年，凡事總是會想當然，會不由自主地投靠比自己強大的人。入學時並沒有準備服從龍園，但卻輕易地被龍園以暴力打倒，之後相當懼怕龍園而對他百依百順，並慢慢對他產生敬畏感，大部分時間是與伊吹一起行動。曾與C班的籃球社成員挑釁過D班的須藤，讓須藤打他們從而觸發退學風波，但隨著綾小路和一之瀨的介入才不得不撤訴且低調處理。
在龍園挾持輕井澤進行欺凌以逼出D班的幕後主使時，伴隨阿爾伯特一同被綾小路輕易打倒。而龍園退下班級領袖地位後，自己刻意被塑造成反抗龍園成功的人物。在班內投票時，為了班級未來著想而不希望龍園因此退學，因此求助於綾小路，並在他的搭橋下得以和B班進行交易，以高額點數換取B班讚賞票而成功保住龍園，並讓真鍋成為退學者。至此認可綾小路的強大而建立信任關係，曾多次提出讓他加入自己的班上與龍園聯手。
山田阿爾伯特（／），聲：Ricky
龍園的忠心隨從兼保鏢，是一名總是戴著墨鏡的日本黑人壯漢，人高馬大、充滿壓迫感，但其實面惡心善。最初沒有屈從龍園，身體能力也在龍園之上，但為了班級著想才與龍園寸步不離，作為龍園炫耀自己武力和支配力的代表人物。
平常話不多、只會說幾個英文單詞，看起來比較老實，有著收集各種國旗的愛好。但曾跟高年級發生過衝突，導致校方加強對他的監視。英語能力強，也能聽得懂日文且靈活運用，上課的態度也很認真，但是很不擅長國語和數學，現在正在積極改善。在龍園挾持輕井澤進行欺凌以逼出D班的幕後主使時，被趕到的綾小路直接打倒而不省人事。此後認可綾小路的強大實力而從不主動挑釁，成為綾小路在C班少數關係好的人。
金田悟（／），聲：堀川譽
C班的次要領導人，特征是米色頭髮與戴眼鏡，是一位冷靜的學生，同時也受到龍園與其他同班生信任，但自身感情起伏太小，能夠客觀看待事物。
在無人島生存特別考試中作為C班的間諜潛入B班、走漏B班領導者的消息。審問背叛者時作為龍園的三個同審之一，做好被龍園發火的覺悟，向龍園提出要特別留心綾小路，最後得到龍園的認可。龍園放棄帶領班級後負責頂替領導位置，班級投票中更是成為C班讚賞票最多的人。但能力不足，因此在一年級最後特別考試中被復出的龍園強迫撤換下來。
真鍋志保（／），聲：富田美憂
龍園的反對者之一，但是敢怒不敢言，性格同樣惡劣，在班上帶領一個女生小團體，很愛為自己朋友出頭。在船上的夏季小組特別考試時與綾小路等人同屬「兔組（小說）／火星組（動畫）」，考試中與輕井澤發生矛盾、結夥對她進行欺凌，被綾小路利用收集情報。後來因為在船上欺凌輕井澤的畫面被綾小路錄下用作威脅，不得不洩漏考試情報給D班，之後還包括體育祭時龍園準備陷害D班的錄音，但也被龍園輕易抓出而坦白一切。
在班級投票中極力主張龍園退學，同時還威脅下一個會輪到伊吹。但隨著石崎去求助綾小路，並在綾小路與伊吹的共同計策下，反而使她成為特別考試中3位退學者之一，也是龍園班的首位退學者。
小宮叶吾（／），聲：長谷川芳明
石崎的同伴兼死黨之一，籃球社成員，曾與石崎一起挑釁過D班的須藤，刻意讓須藤打他們從而觸發退學風波。後來對D班的篠原皐月有好感，因此與池成為情敵。
在二年級無人島考試時本與篠原一組且計劃告白，直到在考試中被暗中行動的八神打傷而不得不退出考試，後來養傷期間得知池與篠原告白後，對兩人交往一事選擇釋懷。
近藤玲音（／），聲：村杉明彦
石崎的同伴兼死黨之一，與小宮同是籃球社成員，一同參與過陷害過須藤而觸發退學風波，平時會與小宮一同打探其他班的動向。
西野武子（／），聲：島田愛野
有著膽於公然反抗龍園的一面，在審問背叛者期間拒絕過龍園檢查她的手機。在二年級無人島測驗時與石崎等人組隊，並且察覺出椎名對綾小路的心意。
時任裕也（／）
龍園的最大反對者，性格好勝、說話粗魯、以記仇聞名。長期不滿龍園的獨裁統治且絕不屈從，但其實有勇無謀，試圖拉攏葛城以取代龍園的領導地位。

### B班（一之瀨班）
1年級始終維持B班，2年級第一場特別考試後降為C班，而無人島生存考試結束時重新升為B班。經過體育祭與文化祭後降為D班，2年級第二學期末的學力特別考試後升為C班，在第三學年末特別考試後再次降為D班
一之瀨帆波（／），聲：東山奈央
B班的班長兼主要領導人，性格活潑、樂於助人的美少女，深受B班學生們的愛戴，也在其他班級結交朋友，即使有別班的人陷入危機，也會義不容辭地伸出援手。有能讓人信任的特質，行事原則傾向風險迴避，並以此為基礎穩紮穩打取勝。擁有非常出色的能力及潛質，在南雲成為學生會長後被提拔為學生會書記。讓人信任的同時也會予以他人充足的信任，不存有偏見地策略上大多數情況與D班結成同盟。
入學測驗是全年級第一，擁有對高一學生而言極高、足以分入A班的能力，但因中學時代長時間缺席等不安因素才被分到B班。來自貧窮的單親家庭，國中時母親曾因過勞住院，曾經偷一個限量版名貴髮夾送給妹妹當生日禮物，但被出院的媽媽發現並嚴厲訓斥後送回去賠罪。雖然事後沒有法辦，但事情傳開導致她封閉內心，成為她難以忘懷的心理陰影，國三有將近半年時間把自己封閉在家中，為分擔家計而來到高度育成高中從零開始。起初這段過往從未被人發現，直到在一年級第三學期時被情報網強大的坂柳為摧毀B班而公開，基於害怕面對而再度將自己封閉在宿舍內。直到向有過數次交際的綾小路吐訴過去後，最終鼓起勇氣面對、向全班人如實坦白這段過去，受到眾人諒解以外也重新振作起來。
從此對綾小路產生好感，不但送給他情人節巧克力，還在班級投票時願意給他讚賞票。而自己本是考慮接受跟南雲交往、來換取拯救班級投票退學者點數的交易，然而因綾小路的計策才無需接受南雲的條件。期末時因為與C班對抗的慘敗而陷入低潮，再次被綾小路安撫心情，並立下一年後兩人再度秘密見面的約定。在二年級無人島考試時偶然偷聽到月城準備對綾小路不利的企圖，即使受其威脅、但仍不顧危險跑去通知他並表白，無意間成為綾小路扭轉局面的關鍵。後來得知綾小路與輕井澤交往而感到失落，還被坂柳奉勸不要再深陷與綾小路的感情。緊接著在全場一致考試、體育祭、與文化祭中因自己的決策而使B班跌落至D班，這股挫敗感與不甘心使她在教育旅行期間獨自哭泣，心靈幾近崩潰之下仍被綾小路重新激勵。
教育旅行過後徹底釋放對綾小路的愛慕而改頭換面，首先辭去學生會書記一職以專心帶領班級重新升上A班，內心同時變得堅韌、不再動搖，以得到綾小路為最大目標；即使表示自己不會干預綾小路與輕井澤的戀情，但仍私下向她發起競爭。這股自信心使她與試圖警告自己不准繼續接近綾小路的坂柳正式決裂，甚至讓龍園都感受到棘手，乃至在第三學期的特別考試中與龍園短暫聯手、以無淘汰者的勝績擊敗坂柳班。直到在第三學期末特別考試中看清綾小路的真面目，包括他涉及自己謠言事件的真相，絕望與打擊下造成考試慘敗。春假期間閉門不出、做了諸多思考後得出答案，等綾小路為赴一年前的會面約定上門，向他表示自己仍未改變對他的感情，與綾小路共度一晚以外，還建立起互相利用的「共犯」關係。
神崎隆二（／），聲：若山晃久
B班的核心人物之一，經常與一之瀨一起行動，擁有B班中最優異的成績和運動神經。語氣冷靜、淡泊，待人接物十分友好，成績上沒有明顯的缺點，然而言行較為消極、被動，交友圈較淺且不擅長與人交際，因此被分發至B班。
在外人看來是一之瀨不可或缺的忠誠者，總是聽從她而對其他班級給予幫助，先是幫助過D班做公告尋求須藤鬥毆事件的目擊者，也是因此跟綾小路相識，慢慢發展為不錯的關係。父親是神崎工程企業的代表，與坂柳一樣出身於知名財金世家，因為雙方家長有交集而跟坂柳在入學前也有過幾次交談。後來揭示自己的父親非常仰慕綾小路的父親，因此是少數聽聞White Room存在、但不知情具體內幕的人。
十分重視B班的未來走向，即使想法有時偏為激進、強硬，在班級投票時甚至有意想自我犧牲來保護其他同學，直到一之瀨藉助綾小路湊齊兩千萬點點數才免於退學。然而B班在期末時被龍園挫敗，由此斷定不能總是依靠太過善良的一之瀨，因此決定由自己對B班進行「改革」，堅稱日後若有需要做出決斷時將由自己出面且不會留情。二年級時的全場一致特別考試中主張讓某人退學換取點數，但最終孤掌難鳴、加上被一之瀨說服而放棄。緊接著B班連續三度失利而跌落至D班，基於擔憂一之瀨因此一蹶不振，教育旅行結束後拉攏同班的姬野、網倉、濱口、與渡邊紀仁，組成不能凡事都無條件聽從一之瀨的「諫言者」秘密小組。因坂柳暗示而略知綾小路的身份與優秀程度，因此有時會找綾小路諮詢建議。
在第三學期末的特別考試中深知打不過綾小路，曾試圖私下請求堀北將勝利讓給他們班卻無果，而考試最終以綾小路擊敗一之瀨而告終，因而無力阻止班級持續下跌。春假期間確信他們已無希望升上A班，本打算說服同學轉向積攢個人點數的戰略，但隨著一之瀨恢復自信、加上被她發現自己曾向敵人求情而只能乖乖配合，並察覺到一之瀨內心的重大變化。
白波千尋（／），聲：白城奈央
一之瀨的好友，性格較為軟弱，但言行舉止沉穩大方，具有柔和的態度。是個百合傾向者，入學起便喜歡著一之瀨，曾向她寫情書告白過但被拒絕。在一年級無人島特別考試中，身為B班的卡片上領導者。
二年級時得知一之瀨對綾小路抱有好感，基於仍關心著一之瀨，因此對於已跟人交往的綾小路有著不信任感。直到在二年級無人島考試時一度在森林中迷路，但被綾小路找到並平安送回自己的小組身邊後才有所改觀。
網倉麻子（／），聲：綾瀨有
一之瀨的摯友，態度真誠、為人直爽的藍髮馬尾少女。團隊合作能力是她的強項，能在艱難的時候支持著朋友，偶爾又被朋友支持而日漸成長，是一之瀨最不可或缺的重要同伴。
二年級教育旅行期間與渡邊紀仁跟綾小路為一組，由於時常受綾小路關照而對他留下非常好的印象。第二學期末時與加入神崎的秘密小組，但相較於一之瀨，對觀點激進的神崎更加不贊同，但也不反對應當適度對一之瀨進行諫言。
小橋夢（／），聲：佳穗成美
一之瀨的好友，也是她的忠實維護者之一，在船上的夏季小組特別考試時與佐倉等人同屬「牛組」的女學生。二年級無人島考試時因綾小路幫忙找回森林中迷路的千尋，在坐船回程期間邀請過他參加房間派對。
柴田颯（／），聲：石川界人
一之瀨的好友，足球社成員，在足球方面的天賦比平田還高。性格方面挺友善，表現欲有點強，為人比較自信，運動及交流能力都很強。而且無論何時都會積極思考、樂觀面對，許多方面跟神崎形成對比。
濱口哲也（／），聲：石谷春貴
雖然身體能力低下，但是學術能力很高，能夠環顧整體、客觀判斷局勢。在船上的夏季小組特別考試時與綾小路等人同屬「兔組（小說）／火星組（動畫）」的男學生；而同組成員包括同班的一之瀨與別府良太。
在二年級無人島考試中與獨自行動的綾小路再次偶然碰見，邀請過綾小路一起共享食物，並且發現一之瀨喜歡著綾小路並希望他能好好回應。後來選擇加入神崎的秘密小組，希望能補助一之瀨。
渡邊紀仁（／）
神崎的秘密小組一員，喜歡網倉麻子。在教育旅行期間跟網倉與綾小路、龍園、鬼頭等人為一組。與綾小路十分健談，對於綾小路能跟龍園平起平坐的實力，只感到敬畏與仰賴。
第二學期末時與網倉共同加入神崎的小組，私下拜託作為協助者的綾小路，在與一之瀨約會時向其諮詢網倉的感情狀況。後來卻被一之瀨察覺到對網倉的好感，因此在神崎不知情的情況下倒戈至一之瀨陣營。
姬野由貴（／）
神崎的秘密小組一員，學力雖高、但為人冷淡的雙馬尾少女，跟关系融洽的班上同學保持著一段距离。總是一副事不關己的樣子，但必要情況還是會給出正確意見。

### A班（坂柳班→綾小路班）
1年級到2年級始終維持A班，直到2年級學年末考試結束後降為C班。隨著領導人坂柳有栖在2年級學期結束後自主退學，由新轉入班上的綾小路清隆接任領導人位子。
坂柳有栖（／），聲：日高里菜
A班武鬥派領導人，高育理事長坂柳成守的親生女兒，名副其實的「公主」。原與葛城在班上各霸一方，而葛城轉班後成為班級唯一的領導人。皮膚白皙、長相可愛，極具質感的銀髮和彷彿來自不可思議之國度的名字（音似Alice）。往往令周圍人感到一種虛幻易逝的奇妙氛圍，平時喜歡在咖啡館駐足。性格沉著冷靜，遇事算無遺策，深受A班同學的信賴，由於其思想偏激好戰，常與同班的葛城之間的發生衝突。
由於患有先天性心臟病，身體質素很差也比較虛弱，平時總是靜坐在椅子上，其日常生活的走路都會攜帶手杖。因身體問題被禁止參加一切運動，在所有涉及體能的競技和考試項目中均是“不戰而敗”，會因此向被拖累的同伴表達歉意。雖然在外面表現的和藹可親，但在A班中並非如此。在班裡勢力極大，即便自己缺席夏季旅行中的的兩場特別考試與之後的體育祭，仍能操縱黨羽克制葛城，且由於葛城未能在這些競賽中領導A班取得突出的實績，其核心地位在A班不降反升。
因父親與White Room有聯繫，因此受過一定的教育，單方面知道綾小路清隆的出身背景，小時候曾透過玻璃看到裡的綾小路下西洋棋的樣子。在學校首遇綾小路時聲稱已有8年沒見，但其實在入學前就已在海邊再次遇到過他，自己中暑時受到他的幫助、得到他的手帕並隨身攜帶（綾小路本人沒有察覺）。與綾小路在學校首次對峙是宣言要親手埋葬他，認為綾小路是「虛偽的天才」，而自己是真正的天才，為此相當執著於跟他對決來證明自己的實力，也是因為綾小路而從小就鍛煉西洋棋。對綾小路有一種特別著迷的情感，表示想親眼看到他、想聽到他的聲音、想碰觸到他的身體，乃至將其擊垮，但又期待著他能擊敗自己，聲明他才是自己的「本命」，而兩人是類似「青梅竹馬」的關係。
掀起針對一之瀨的謠言事件時被綾小路干預，認同他是值得與自己一決高下的完美對手，但因為父親遭停職、加上班級投票考試的發生而同意展緩他們的對決。投票中動用A班給予綾小路最高讚賞票，同時排除葛城派的彌彦，還藉此機會懲罰合宿時對自己十分無禮的山內而使其退學。班級競賽中擔任A班司令塔一職，與同為司令塔的綾小路在正式場合上展開競爭，並以領袖身份決賽西洋棋。最後因月城篡改結果而獲勝，雖不滿卻也見識到綾小路貨真價實的天才實力並表露好感。
升上二年級後開始協助綾小路對付月城，乃至在無人島考試時指揮手下干預一年級，成功使綾小路在與月城的決鬥中勝出。期間看出一之瀨對綾小路抱有感情，希望她不要繼續深入。體育祭時得知綾小路可能會被其父派人強行帶走，因此不得不缺席體育祭與綾小路在房間內獨處，代價是被綾小路抓到把柄、還令A班群龍無首而被堀北班搶走第一名位置。緊接著第二學期所有特別考試幾乎全部輸給堀北班，導致A班的趨勢與自己的領導地位岌岌可危。而橋本在第三學期的背叛更是雪上加霜，親信神室也因此退學，在合宿期間答應與龍園在學年末考試決一勝負，簽下敗者主動退學的契約。原本能在考試中勝出，但因綾小路的私下請求而自願輸給龍園並主動退學，於春假期間與綾小路擁抱道別並答應再會，離開後準備去見神室。
葛城康平（／），聲：日野聰
原A班穩健派領導人，與帶領武鬥派的坂柳各據一方。性格沉穩謹慎，戰術也相當穩健，對任何事都非常認真，不擅長笑容。由於患有無毛症所以沒有頭髮。父母雙亡，和自己的妹妹相依為命，為此對學校不能和外界聯繫的規定感到頭疼。
接受過綾小路和須藤的幫助，成功把生日禮物寄給校外的妹妹，隨後幫助過綾小路和伊吹從故障中的電梯中解脫。在體育祭上親眼見證綾小路的優秀實力後，與他維持著良好的關係。在小學、國中時期總是維持著頂尖成績，長年都作為學生會一員，但到了此所學校後諸事不順，申請學生會入會被拒，在班裡領導地位亦遭到威脅。由於太過穩健保守，只想穩扎穩打致使班級大權落在坂柳手上，而無力引導下屬完成自己理想的計劃。
在無人島考試和船上考試中因為判斷錯誤，造成班級點數嚴重損失和被敵人鑽漏洞，自願承擔所有的責任而退出班級領導人的爭奪。緊接著好友彌彥在班級投票中被退學，開始對坂柳心生怨恨，期末時無條件向D班透漏情報。二年級開始轉到龍園班，擔任龍園的參謀以聯手對付坂柳。跟龍園在無人島考試中簽定的「讓渡一半收入」協議，在他和龍園相繼退出領導人之後仍然被坂柳維持。
神室真澄（／），聲：佐倉綾音
所屬坂柳派，成績和智力都在平均水準，缺乏團隊合作能力加上話不多缺乏協調性。但為人老實本分，從未做出損害班級利益的行為。十分厭惡坂柳，但因為被坂柳有栖抓住商店偷竊的把柄，作為手下替她奔波。
在A班結束內部鬥爭後接下坂柳的命令，結束對葛城的監視，同時開始監視綾小路。首先被綾小路發現行蹤後，在謠言事件過程中主動向他接觸，但與他最終達成協議，表示自己不會告訴坂柳已被發現；相對的，不能把綾小路的情況告訴坂柳以外的人。然而後來證實她其實是受坂柳的指示刻意與綾小路接觸，借此讓綾小路察覺一之瀬的心裡陰影並誘使他出手干預。
同時也對橋本沒好感，很不喜歡他直呼自己的名字。在二年級第三學期「生存與淘汰」特別考試中，A班因為橋本背叛而屈居四班之末，迫使坂柳以抽籤形式決定出退學者。原本鼓勵與自己一同成為淘汰者的山村美紀共同抽籤，卻是自己抽中成為退學者。認命之下選擇默默接受現實，退學後準備轉入其他高中，離開前希望坂柳不要放過害自己退學的橋本。
橋本正義（／），聲：阿座上洋平
所屬坂柳派，很擅長融入集體，看問題的角度十分獨特。本身雖然算是坂柳的親信也相信她的實力，但暗中仍在搭建與其他班級間的橋樑，企圖無論A班未來是否垮台，自己最後都能以A班成員的身分畢業。
在無人島生存特別考試中，在坂柳的指示與C班的領導人龍園翔有勾結串通，使葛城的計劃落空；而在體育祭前則與葛城唱反調，因此被葛城派的學生認為無法信任。在一年級合宿期間首次從南雲和堀北學的夜間對話中得知幕後行動的綾小路，從此對他產生好奇而暗中觀察。情人節時發現綾小路和輕井澤的秘密關係，試圖誘惑輕井澤跟自己交往卻被拒，但也因此證實綾小路是D班崛起、造成龍園失勢的幕後推手。
二年級第二學期時因A班逐漸失勢，開始對坂柳的領導能力產生懷疑，私下與龍園班的金田乃至龍園本人進行多次秘密接觸，甚至開始萌生將綾小路挖角到A班的念頭，同時與堀北班的前園交往來獲取情報。第三學期時希望能坂柳認真看待勝負而背叛A班，將特別考試的情報出賣給龍園，不但令A班慘敗，還間接導致神室的退學。之後與坂柳對質時被識穿，坦白自己打算將綾小路挖到A班，見坂柳仍不聽勸後正式與之決裂，直言會盡其所能讓她退學再奪下班級領袖權。此後在A班被視為眼中釘，開始多次接觸綾小路，並想辦法說服他轉到A班。合宿期間碰巧與綾小路一同被分入鬼龍院帶領的小組，與他有更多溝通的空間，並決定根據綾小路的動向來決定去哪個班級。
鬼頭隼人（／），聲：野津山幸宏
所屬坂柳派，常戴著白手套，面相可怕、冷酷少言、實力強悍。作為坂柳最忠誠的心腹兼保鏢，只有坂柳下令或是必要時候才會動用武力。
二年級教育旅行期間與綾小路分到一組而有了交集，同時與同組的龍園極其對立。期間表示其理想是進入時尚設計界，只有從A班畢業得到學校出具的擔保書，才不會因長相被時尚業內其他人看不起。
戶塚彌彦（／），聲：本橋大輔
所屬葛城派，也是葛城最忠誠的左右手，有被優秀的指導者尊敬的傾向，判斷其具有一定的處世能力。
在無人島生存特別考試中，為A班的卡片上領導者。但在班級投票特別考試中成為同年級的三位退學者之一，因坂柳打算削弱葛城的勢力而遭到退學，也是坂柳班的首位退學者。
町田浩二（／），聲：中島良樹
所屬葛城派，在船上的夏季小組特別考試時與綾小路等人同屬「兔組（小說）／火星組（動畫）」，在組內一度被輕井澤糾纏過，曾表示會保護她，但關鍵時刻卻靠不住。
山村美纪（／）
學力雖高、存在感十分薄弱的少女，性格內向，沉默寡言，大部分時間都會躲在自動販賣機旁邊。二年級開始不止一次為坂柳擔任眼線，由於存在感偏弱而不太會被人發現，只有綾小路是少數能發現她存在的人。
真田康生（／）
坂柳班的優等生，成績在同年級中也屈指可數，言行舉止溫和無害、富有禮節，二年級寒假時開始與坂柳關係密切，跟綾小路也保持交情，正在和1年B班的學妹宮交往。
森下蓝（／）
坂柳班的優等生，頭腦聰明、尖銳，看似彬彬有禮，態度卻非常霸道，對任何人一向直呼其名。習慣獨斷專行，思維也比較跳躍，警惕著在短時間內升上B班的堀北班，確信綾小路是最大因素。
吉田健太（／）
坂柳班的人氣男生，在船上的夏季小組特別考試時與佐倉等人同屬「牛組」，而在一年級期末選拔考試時在「打字技能」項目中輸給堀北班的外村。對同班的白石飛鳥富有好感。
白石飛鳥（／）
坂柳班的文靜少女，明顯特征是金色長髮與髮箍，左眼下方有一顆淚痣。學力高於平均水平，但性格不太張揚，也不是積極溝通的類型，並沒有與其他同班同學深交。與轉入坂柳班的綾小路成為鄰桌，早在他轉班前就特別關注他。
與White Room有著某種聯繫，身為監視綾小路高育生活與進展的「觀察者」之一，因兩年內始終保持低調才從未引起綾小路注意。
西川亮子（／）
白石的好閨蜜，特征是雙麻花辮，待人開朗直爽、喜歡捉弄人，曾在船上夏季小組特別考試時和同班的葛城外加堀北跟櫛田等人同屬「龍組」的學生，相當關注白石的戀情發展。
島崎一慶（／）
坂柳班的優等生，在一年級期末選拔考試時被坂柳選入「數學考試」項目中。升上三年級時對剛轉入班上的綾小路始終保持著不信任感，直到目睹綾小路在三年級首場特別考試中帶領全班勝出才開始改觀。

## 2年級→3年級→畢業生
在故事開始時為2年級，也是比綾小路大一屆的學長姐，故事發展到「2年級篇」升上3年級，而「2年級篇」結束後畢業。
南雲雅（／），聲：齊藤壯馬
A班的領導人，原學生會副會長，從即將畢業的堀北學手中接任學生會長一職。曾帶領自己的原B班升上A班，因此讓一之瀨十分敬佩。身體及運動能力極強，凡事都渴望成為第一。是個我行我素的花花公子，曾對很多女生出手。由於被堀北學看中才華而招進學生會，當上會長後卻朝堀北學領導方針以外的地方茁壯成長。曾嘲諷堀北學過於仁慈，認為需要對學校的規章制度進行改革，以此達成真正的「實力至上」的學校。
利用自己的情報網與一之瀨接觸，並把一之瀨招入學生會，曾多次想藉由跟一之瀨交往來掌控她，卻因為綾小路的干預而沒能成功，再加上體育祭上綾小路與堀北學賽跑幾乎平手，開始將他視為必須擊敗的目標。此後攏絡全體二年級的學生，使整個二年級處於他的支配之下。混合合宿時刻意向堀北學發起挑戰，但其實私下命令同學拖累橘茜，造成她險些被退學。同時將一之瀨的過去透漏給坂柳，意圖在一之瀨一蹶不振的情況下趁機掌控對方，但被綾小路暗中阻止。在月城的推動下一手策劃選出退學者的班級投票特別考試，打破一年級無人退學的紀錄，在考試中打算借一之瀨缺失的400萬救濟點數來逼迫她跟自己交往，但仍然被綾小路的計策而落空，在此同時被櫛田秘密找上合作讓堀北鈴音退學。
升上三年級後授權月城以兩千萬點數讓綾小路退學的懸賞行動，緊接著在無人島考試中試圖奪冠，統率三年級學生們試圖包圍高圓寺及壟斷其課題，同時獨自埋伏綾小路並向其作出挑釁甚至糾纏。但反而自己被綾小路一拳撂倒，因而無法繼續指揮三年級繼續阻礙高圓寺，導致自己的小組僅取得第二名成績。這場失敗使他內心首次受挫，下令三年級學生嚴密監視綾小路以伺機報復，探聽到綾小路與輕井澤正在秘密交往後刻意在一之瀨面前公佈。本想在體育祭時再度跟綾小路一決高下，卻因其“生病請假”為由而沒機會實現。文化祭時不情願地協助綾小路讓八神退學，即使表示自己仍會對輕井澤不利，但看著綾小路對此完全不為所動，才不得不對他心生敬畏。
因鄰近畢業而正式卸任學生會長一職，讓位給在選舉中不戰而勝的堀北鈴音。與大量三年級生締結轉讓點數交換進A班門票的契約，但在桐山陷害鬼龍院偷竊事件落幕後，被鈴音要求從三年級生手中獲取的點數只可用於三年級。畢業前的合宿期間與綾小路最後一次決勝負，並在綾小路取勝後徹底折服於其實力，不但分給他承諾的巨額點數，還不情願地幫他跟天澤傳話。畢業後決定升入堀北學所在的國立大學，提議綾小路畢業後進同一所大學再次交手。
朝比奈薺（／），聲：雨宮天
A班的女學生，總是笑容燦爛，頭右側佩戴向日葵圖案的髮夾。與南雲相當親近，似乎是青梅竹馬關係，稱呼南雲都叫其名字「雅」，與綾小路也有著巧妙的緣分，相當在意南雲與綾小路的競爭。
在合宿考試中因手機的護身符被綾小路撿到而相識，同時被綾小路搭話而被問出女生的關鍵情報。至此賞識綾小路的實力，在班級投票前刻意向綾小路透漏一之瀨與南雲之間的高額點數交易，寄希望綾小路能妥當處理。當綾小路升上二年級時，在無人島考試期間有跟绫小路搭過話，因南雲呼喚後面聊天內容便沒繼續。文化祭期間在鬼屋中扮鬼期間不慎扭傷腳，受綾小路協助送保健室，向其透漏自己對南雲的瞭解、加上幫忙安排南雲跟綾小路會談作為答謝。
鄰近畢業時在C班的好友須知萌香因重大違規而被退學，由於深知是南雲一手打造的環境所致，因此向安慰自己的綾小路透漏三年級的內情、以及南雲與同年級生締結的契約，乃至讓綾小路得到鬼龍院被陷害的證據。此舉沒有影響自己與南雲的感情，畢業後決定跟隨南雲升入同一所大學，但也決定先保留A班特權直到進大學後再使用。
桐山生叶（／），聲：山下誠一郎
B班的男學生，南雲在任時期的學生會副會長，對於南雲的統治抱有不滿但怒不敢言，暗中透過堀北學並與綾小路建立合作關係。與同班的鬼龍院和不來，總是將自己原本的A班降至B班歸罪於她。
在無人島考試中協助南雲執行防礙高原寺的游離小隊計畫，但在綾小路的干擾下失敗，導致該小隊在無人島的考試上與第三名的坂柳隊相差6分而位居第四，搭乘郵輪返程時也有私下和綾小路會面說明情況。
鄰近畢業前得到南雲以2000萬點數協助他轉到A班的口頭保證才放棄和南雲作對，但私底下對南雲打算花大量點數與綾小路進行對賭的無謂行為非常不滿，不惜假借南雲的名義對3年D班的不良學生下達陷害鬼龍院偷竊的指示。雖然最終因綾小路搜集的證據而被堀北鈴音當面揭穿，但其從南雲處得到的A班門票仍被鈴音保留下來，僅以向鬼龍院正式道歉以及停學一星期作為懲處。
鬼龍院楓花（／）
B班的女學生，單論成績堪稱校內第一，全校中的唯一的學力與身體能力成績都是A+。個性跟高圓寺一樣隨心所欲，不會為班級行動，因此被桐山視作導致原先的2年A班降至B班的主因。
出身富裕的大小姐，雖然從小被祖父寵愛，但同樣嚮往自由，決定離開家族走出一條屬於自己的路。直覺非常准，在三年級時因綾小路解答出無人能解的數學難題，加上跟綾小路首次見面就察覺他非泛泛之輩，從而對綾小路產生極大的興趣。
於無人島考試中觀察到綾小路被一年級學生們陸續針對而感到好奇，其後毀壞自己的手錶暗中跟蹤綾小路，因而撞見與綾小路進行對決的月城和司馬，表示身為前輩的她自己應當幫助後輩。出手幫助綾小路牽制司馬，自知自身實力不如對方而採取守勢，最後雖被壓制，但也成功替綾小路爭取到足夠時間。後來向綾小路詢問與月城對決的理由時，得知涉及綾小路的家庭後放棄深究，決定暗地裡偷偷觀察他。
畢業後決定升入日本某名牌大學的法學院，透漏自己未來打算成為政治家，不但給了綾小路決定未來之路的不少參考，且預感他們兩人未來會再碰面。

## 3年級→畢業生
在故事開始時為3年級，也是比綾小路大兩屆的學長姐，而「1年級篇」結束後畢業。
堀北學（／），聲：梅原裕一郎
原學生會會長，也是綾小路一行人入學時的當屆會長。堀北鈴音的哥哥，對妹妹十分嚴厲，實際上非常清楚她的缺點，對她的不成器感到苦惱，因此採用極為嚴厲的對待，實際上是怕她在後面的對抗中吃虧受苦，因此便由自己充當惡人將其退學。體能方面極強，為空手道五段，合氣道四段。給在校生留下不少可怕的印象，可以稱之為友人的人非常少，在學校擁有相當大的權力，其各方面水準也是一流。
判斷力強，看人的眼光不低，對綾小路僅僅幾次交手便給予極高的評價。兩度邀請他加入學生會，除了空出的書記職位以外甚至想把副會長的位置留給他，本意是希望他能夠制衡南雲，但都被綾小路拒絕。在任期間唯一的失誤是對於身為繼任者的南雲雅的培養失敗，本以為南雲富有才華才選他當接班人，卻無奈看著南雲採用與自己大相徑庭的領導方針，導致後來陸續出現不該有的退學者。同時也是因此拒絕一之瀨帆波與葛城康平進入學生會，都是擔心他們會受到南雲的影響。
最後以A班畢業生順利畢業，升入國立大學的「御三家」之一。離開校園前與綾小路會面，將自己與橘的手機號碼告訴他，希望未來能再相見。離校之際最終與剪短髮的妹妹鈴音重歸於好，欣慰鈴音已不再盲目追逐自己的背影而順利成長。
橘茜（／），聲：小原好美
原學生會書記，經常和身為會長的堀北學一起行動。學習能力強性格沉著冷靜，也是一向不近人情的堀北學唯一信任且留在身邊的學生。比誰都信賴著堀北學，同時對他抱有著好感。難以接受堀北學十分在意綾小路，經常表現出類似嫉妒的感情。於合宿考試中遭到南雲陷害，使自己的小組評價最低且被選為退學者，但在堀北學採用A班支付點數後才免於退學，最終以A班畢業生順利畢業。

## 新生1年級→2年級
在「2年級篇」初登場的入學新生，也是比綾小路小一屆的學弟妹，在最初的一年內沒有進行過班級更替，故事進展到「3年級篇」升上2年級。
七瀨翼（／）
D班的女學生，負責出謀劃策的參謀，心地善良、討厭暴力，在一大堆問題學生聚集的D班中顯得格格不入。聲稱自己絕不屈服於暴力，導致總是習慣動用武力的寶泉同樣拿她沒辦法。雖然不屬於White Room，但有著特殊聯繫，起初認為綾小路是不應該存在於這間學校的人，曾對他表示「希望你能在這所學校不留遺憾」，而被綾小路一眼看出自己疑似不打算在這間學校平安到畢業。
身為原先協助綾小路入學的松雄管家之子——松雄榮一郎的青梅竹馬，而當榮一郎被綾小路的父親逼到自殺後，由月城告知綾小路的事而入學，與月城合作準備讓綾小路在當屆無人島考試時讓其退學。考試期間以路線相同為借口而緊隨綾小路進行監視，過程中逐漸對綾小路改觀，也是因此在與綾小路的對決中因為內心猶豫導致落敗，最後發現其實是自己錯怪別人而內疚不已，為了贖罪而選擇成為綾小路的協助者。
從第二學期開始經常與綾小路短暫會面，同時也會適當地提醒他要小心為上，同時十分提防行為反復無常的天澤一夏。第二學期時被即將上任學生會長的鈴音吸納為學生會的新成員，擔任她的書記。另外，她仍與月城保持著聯繫，繼續對綾小路進行暗中監視。
寶泉和臣（／）
D班的領導者，與龍園來自同一所初中的不良少年，充滿壓迫感的外表下卻有著不錯的學力。身強體壯、擅長鬥毆，曾把兩個高年級的不良少年打到住院，與須藤打架也全方面壓制對方，被綾小路認為連阿爾貝特和堀北學也不是其對手。
分別與七瀨翼和天澤一夏合作讓綾小路退學，但持刀自殘的計劃卻被綾小路識破，反讓情況對自己不利而被迫罷手，同時在綾小路的要求下被迫成為他完成特別考試的搭檔。至此開始收斂行為，在無人島考試時想與綾小路單獨對決，但計劃被綾小路預測而掉入陷阱，被迫與龍園決鬥。雖然以壓倒性的實力完全壓制對方，但受到龍園的挑釁後被埋伏在一旁的的阿爾貝特與石崎壓制，最終被龍園打倒、並與龍園一同受傷退出考試。
從那以後沒有引發任何引人注目的暴力行徑，將升班的事情交付給七瀨，自己則專注於籌集點數。而且不會主動招惹綾小路，更是對單挑略遜於自己的龍園失去興趣。
椿櫻子（／）
C班的實際領導者，經常含著一根棒棒糖的慵懶少女。給人一副直率的印象，說話語氣有些拖沓，但表現出的樣子十分自信膽大。雖然整體能力並不高，但異常聰明，洞察力強大到能看透八神的本性。
似乎與White Room有著某種聯繫，對綾小路也保持著私人恩怨，在無人島考試中抱著會被退學的覺悟，指揮一年級對綾小路發起總攻，但被綾小路的事前規劃擊敗而告終。
宇都宮陸（／）
C班的表面領導者，與同班的椿櫻子總是並肩而行。對寶泉的暴力行為相當不滿，同班同學波田野因“違規”遭到退學、導致C班被扣分且失去升上A班的資格，因此將寶泉視為最大責任人。
與綾小路講話時也會用敬語，但情緒失控時會爆粗口，戰鬥能力也相當高，足以引起寶泉的興趣。
八神拓也（／）
B班的男學生，來自White Room的學生之一，擁有相當的實力與自信，剛入學就加入南雲的學生會。自稱是出身於堀北鈴音與櫛田桔梗所讀初中的學弟，但事實並非如此，且是少數知道櫛田的本性與過去的人。
表面和善，內心陰暗，渴望成為第一，必要時會使用武力。在White Room中作為五期生且排名榜首，自稱戰鬥實力在天澤之上、並與綾小路同級。在無人島考試期間與七瀨、天澤和寶泉為一組，趁夜晚重傷龍園班的小宮和木下並掩蓋成意外，後來還打算跟櫛田合作讓綾小路退學，然而行動全部以失敗告終。在文化祭當天打算另起爐灶，卻因精神狀態不佳而遭到綾小路算計，不但傷害小宮和木下的犯行被揭發，還做出襲擊真嶋老師的自爆舉動而遭到退學，最後由五名White Room人員帶離學校，送回機構進行“二次改造”。
天澤一夏（／）
A班的女學生，看似天真無邪、實則鬼靈精怪的少女。來自White Room的學生之一，比綾小路低一屆的第五期學生。雖同為White Room的學生，卻有著與綾小路不同的氣質，基於修過某些四期生之後才有的課程。
父親是知名大企業的社長，擁有上百億資產且外遇無數，作為私生女的自己被父親送入White Room。由於在White Room中表現出色，作為五期生中並列第二，其父親還打算將其他私生子女送入White Room。對綾小路抱有異常的執著，剛入學時曾與寶泉合作陷害綾小路退學，過程中讓綾小路買下許多自己專用的廚具，利用其中一把刀作為陷害工具卻未得逞；期間撞見綾小路與輕井澤在房間內的幽會，成為首個知曉兩人秘密關係的人。
無人島考試中將自己的手錶毀壞並多次暗中監視綾小路，並出手干預與八神聯手讓綾小路退學的櫛田，以櫛田的本性威脅她收手，聲稱會讓其形象受損。當七瀨被綾小路擊敗後，刻意出現在兩人面前並表明身份。在月城和司馬與綾小路進行對決時，按照指示阻止堀北與伊吹的介入，以遍體鱗傷的身體與兩人僵持不下，隨後接獲綾小路一方對決結束後便撤退。
石上京（／），聲：內山昂輝
A班的參謀，神秘感十足，學習能力很高，但身體能力很低，不會將自身置於麻煩之中。與綾小路一樣喜歡在檯面下行動，因此在一年級進行談判時，他都會讓善於社交的高橋同學於明面處活動。
父親石上五郎是「石上集團」會長並參與投資White Room，因而知曉其存在。對綾小路而言“亦敵亦友”，同時對綾小路的父親有著崇敬感且服從其各種指示。入學之前就曾多次匿名給予綾小路各種協助與提示，首次匿名致電綾小路時無意間讓他記下自己的聲音。在綾小路升上二年級時以一年級新生方式入學，在無人島生存考試時得知月城準備攻擊綾小路的計劃，用匿名紙條提醒鈴音前去干預。這麼做同時引起鈴音的興趣，被她用對筆跡方式一度查出身份，但因為身體能力低下才沒引起懷疑。
在文化祭時隔著宿舍門提醒綾小路小心其他White Room學生，當危機解除後，他拒絕鈴音邀他加入學生會的邀請。同時以此為契機，在鈴音升上三年級時秘密接觸她，透漏七瀨知曉綾小路過去的內幕，為了不暴露自身存在而希望她能以「匿名」方式處理。

## 教職員
茶柱佐枝（／），聲：佐藤利奈
堀北班的班導師，教授日本史科目，已在高育任職教師八年。為人冷淡，帶班態度顯得十分消極，不會主動告知考試的情報，卻是典型的刀子嘴豆腐心，同樣執著於升上A班。
高中時代也曾是高育D班學生，讀到三年級時升上B班。本與A班分數相差不大的情況下，卻在「全場一致特別考試」中的最後一題時，身為全班當中唯一反對讓身為自己戀人的男學生退學來換取點數的人。這個錯誤決定導致她們班逾時扣分、再也無法追上A班，形同三年的奮鬥功虧一簣，與戀人還因此結束關係，至今仍然沒有釋懷這件事。為了撫平遺憾而返回母校任職，曾兩度擔任D班的班導師，然而因為消極的帶班方式而從未晉級過，從而有了D班學生為「不良品」的說法。
在綾小路一屆學生入學後，表面上對班級鬥爭不感興趣的態度，但在知道綾小路的出身後，將他視為彌補過錯的關鍵而私下轉為積極。早期便察覺出綾小路的異常，並在旁觀察以及親眼見證其行動，藉由伊卡洛斯之翼的故事來對照綾小路。由於綾小路父親私下希望讓綾小路能夠退學，便威脅綾小路若不幫助她將現有的班級升到A班來撫平自己當初的遺憾，就會莫須有使其退學，但若幫助她的話就會保護他。然而後來綾小路父親主動來到學校，暴露她們雙方之間完全無聯繫，因此被綾小路反過來威脅不准再強迫他參與班級鬥爭，不然就會讓她知道「即使是導師的身份也不會安全」，自身雖然沒有表現出來，但心裡對綾小路萌生恐懼，後來也答應綾小路會協助他一同對抗月城。
二年級第二學期時再次面臨暌违11年的「全場一致特別考試」，因為學生時代沒能釋懷的陰影，給身為老師的她帶來莫名的壓力。後來目睹全班學生在同一題中，成功靠割捨一人、換取高額點數來順利達成全場一致，事後透過與綾小路的談話而走出陰影、徹底與過去訣別，就此發誓會擔起教師的職責，帶領堀北班以A班畢業，完成自己未能實現的夢想。考試過後帶班變得更加積極，還總是露出微笑，時不時關心學生，文化祭時還一度“忍氣吞聲”地扮演女僕幫助班級取得勝利。隨著班級在第三學期末考試中勝出後成功升上A班，卻也逐步加深自己與星之宮之間的友情裂痕，由於仍對她抱有愧疚而完全不知所措，便由綾小路以秘密轉班的形式化解。
星之宮知惠（／），聲：金元壽子
一之瀨班的班導師，與綾小路的班導師茶柱佐枝是學生時代的同學兼室友。待人笑口常開、我行我素，喜歡喝酒，經常以宿醉的姿態出現在班上。儘管有些怪癖，卻也有著能察覺出學生不凡潛力的洞察力。
學生時代與茶柱同班三年並共同經歷「全場一致特別考試」，多年來記恨著茶柱盲目追愛而做的錯誤決定，導致她們無法以A班畢業而葬送大好前程。至今都沒有釋懷這段過去陰影，表面上與茶柱一起返回母校擔任教師維持友情，實際上是為了阻礙茶柱升上A班。清楚茶柱十分看重實力不凡的綾小路，也察覺出茶柱意圖靠綾小路翻身，因此曾在船上特別考試時將本應分配至班級菁英聚首的「龍組」的一之瀨，分配到綾小路所在的「兔組」藉此試探。
眼看著升上二年級的堀北班在綾小路的幕後指揮下蒸蒸日上，而自己的班卻掉到D班，甚至連茶柱都受綾小路影響而走出學生時代的陰影，迫使她決定以不擇手段的方式全力阻止。在第三學期末特別考試中試圖說服綾小路做出退讓，甚至打算利用色誘的方式卻被綾小路回絕。最後考試慘敗而幾近絕望，干涉考試的企圖也被綾小路透漏給茶柱、坂上與真嶋。原本抱著即使同歸於盡都要阻止茶柱升A的心裡，直到後來被綾小路以轉班的形式勸服才決定收手。
坂上數馬（／），聲：山本兼平
龍園班的班導師，面相尖銳，戴著眼鏡。對於自己班上的學生有過分的關心與偏袒。對龍園的暴力統治放任自流，但也對龍園有欣賞的態度。
真嶋智也（／），聲：杉崎亮
坂柳班的班導師，教授英文科目，過去似乎也教過其他科目。正直可信，以嚴謹出名，有著如摔角選手般的體格，同時腦筋非常好。雖然對於坂柳的做法不是很認同，但並沒有多加干涉。
在一年級學年時曾擔任無人島特別考試、以及綾小路所在的夏季小組考試說明。後來隨著月城入職代理理事長，導致出現不該有的退學者，對月城的方式抱有不滿且在坂柳父女的分別遊說下，答應協助升上二年級的綾小路對抗月城。
學生時代與茶柱和星之宮是同期生但不同班，與她們倆經常在一起喝酒敘舊，但對於她們倆之間存在的“衝突”只感到無言且保持中立。
坂柳成守（／），聲：宮本充
高度育成高中的理事長，從自己父親手中接任學校理事長一職，有栖的父親，年紀約50歲的中年男子。曾擔任過綾小路父親篤臣的秘書，尊敬他的同時，面對他也能毫不膽怯，已自己的獨斷讓原本無法入學的綾小路入學。
年輕時與鬼島派閥關係密切，卻也不反對同直江派閥的接觸。透過直江引薦給篤臣，為篤臣提供認識財閥吸引投資資金的機會。曾被篤臣勸說也讓自己的子女進入White Room學習，所幸因為有栖的身體狀況達不到White Room最低要求而作罷，後來親眼看到White Room中的孩子們的實際受教育的情況後，才對有栖沒有加入White Room感到慶幸。
曾透過玻璃觀察在White Room中的綾小路，如今向綾小路透漏一些有關高度育成高中的內幕，向綾小路表示會在校園規則之內保護他。最後向綾小路應援，把綾小路分配至D班的考量是減少讓他受到眾人矚目的機會，加上D班班導茶柱看起來是一個對班級競爭不怎麼關心的老師。當綾小路父親親自來到高育時，回絕讓綾小路退學的請求，並表示只要綾小路仍然是這所學校的學生，就會受到學校規則的保護。然而這麼做也導致自己被诬陷瀆職而遭受停職，職位由月城頂替。
綾小路升上二年級時答應繼續協助作為他的後盾，隨著綾小路在無人島生存考試中成功擊敗月城，使他隨著瀆職罪名澄清、加上月城被解職而成功恢復理事長職位。
月城常成（／），聲：竹内良太
高度育成高中的代理理事長，年紀約50歲的瞇眼中年男子。在坂柳理事長被停職後於四月、也是綾小路升上二年級時正式上任，事實上是綾小路的父親篤臣的親信，被派來高育讓綾小路退學並帶回White Room。
多年前透過直江引薦給篤臣。自稱「萬事屋」，只跟有相互利用價值的客戶接觸，失去利用價值立刻就會拋棄對方。與篤臣交流後判斷他有價值，為篤臣介紹研究員。
一年級期末考試結束後強硬地舉辦產生退學者的班級投票、以及班級對抗的特別考試，過程中利用學校電腦系統介入綾小路與坂柳的西洋棋對弈，造成綾小路在比賽中的落敗而失去保護點數。二年級時帶入一批來自White Room的一年級新生，同時私下通知一年級所有班級領導者，如果成功讓綾小路退學的話就會給予兩千萬個人點數的獎勵。在無人島考試時利用手段將綾小路引來自己指定的區域，打算聯合手下司馬克典將其打敗，不料遭鬼龍院干擾，因此原本二對一的計畫變為一對一，由自己單挑綾小路。最後由於其他教職人員接近，不得不承認失敗，徹底體認到綾小路是個真正的天才。最後被解除代理理事長一職，離開高育後返回綾小路父親身邊擔任司機。
司馬克典（／）
寶泉班的班導師，實際上是月城的部下，並配合他企圖將綾小路退學。但隨著月城在無人島考試中敗給綾小路，此後不再對綾小路做出干涉。

## White Room
綾小路篤臣（／），聲：增谷康紀
53歲，日本政治家，人稱「綾小路老師（日语：／）」。眼睛有如磨好的刀尖，其銳利的眼神不僅沒有衰退，反而隨著年齡的增長而越發銳利，任何被他盯住的人都會感受到內心被看穿的壓迫感。
White Room的創始人兼管理者，綾小路清隆從小一直在White Room中長大並接受教育，根據綾小路清隆的說法，White Room不是一個很有人道的地方，甚至見不得人，還有人權等諸多問題，但是這裡可以受到最好的教育。綾小路清隆是他最高傑作，綾小路知道自身的敗北即是父親的敗北。坂柳有栖認為，只要破壞掉他的最高傑作，便可以給他顏色瞧瞧。
綾小路對他的評價是，確信自己就是絕對正義的男人。綾小路沒有把他當成父親看待；而他把綾小路當作自己的所有物，是死是活全由他自己決定。因為White Room重啟後沒有出現有如綾小路清隆的人才，導致綾小路清隆的父親想用各種手段把綾小路清隆從學校帶回去。認為綾小路清隆只要按照自己的道路走，便可以超越自己，掌握全日本。
為了讓清隆退學而親自來到學校裡面，很希望學校能讓清隆被退學，并認為他會自己選擇退學。
乡下出身，家庭贫困，只有高中学历。幼年被父母抛弃而和祖父母一同生活，祖父去世后靠抚恤金才和祖母稍微改善了生活质量，却讥讽祖母“明明扔下那个碍事的拖油瓶(指笃臣)、自己靠抚恤金就能生活得更好”。毕业后到东京谋生，从事过包括牛郎在内的各种工作。25岁靠打工积攒的300万选举保证金参与议员竞选，只会说漂亮话没有实际施政理念所以未达到最低票数而失去所有保证金。27岁投入“市民党”，拜在直江派阀。31岁接受直江命令，带领助手鸭川着手创办白屋。在此期间认识了坂柳成守、月城常成并得到他们的协助，并雇佣石田、宗谷、铃悬、田渊作为初期研究员，最终将地址选在琦玉，白屋正式启动。
和美香只是契约夫妻关系。与美香结婚生子的理由一方面是看中美香的外貌和撒谎技巧以骗过财阀，而美香低贱的身世所产下的先天水平不足的孩子培养成材也更有说服力，另一方面是将自己的亲生子女投入白屋才能吸引更多父母和投资人。以5300万日圆现金买断了美香对所生孩子的一切权利，只留给美香对孩子的命名权，知晓美香对所生孩子取名的“清隆”是来自美香喜欢的一个牛郎也毫不在意。笃臣36岁得子清隆后不久就将清隆投入白屋四期，并下令四期课程为最高难度的β课程，即使清隆被玩坏也无所谓，甚至笃臣觉得清隆被玩坏反而更好，理由是更能体现自己没有私心。
极度痛恨日本的门阀和世袭制度，看到清隆在四期中表现出的没有尽头的潜力后，丝毫不怀疑清隆未来能成为日本首相。只是感到不知情的人很可能会认为清隆步入政坛是靠作为父亲的自己的提携对笃臣自己来说是一种莫大的讽刺。
事实上是刻意安排清隆进入高育，种种逼清隆退学的举动也是希望激发他更大的潜能。
铃悬锻治
以东大首席的身份毕业，头脑疯狂。经月城介绍向白屋求职，成为四大创始研究员之一，3年后成为一期生的研究员赢家，开始统领白屋的研究工作。将白屋的课程水平从低到高分为10级，另外提出了10级课程以上的最疯狂的β课程，但在笃臣下令对四期生实施β课程后也表达了震惊。五期生采用4级课程，六期生采用5级课程，七期生采用6级课程却全员被淘汰，因而之后会交替使用4、5级课程。
宗谷
原本职业是医生，做出多种问题行为后被剥夺医师证。来白屋求职后成为四大创始研究员之一，一期生比试输给铃悬后接受其领导。
石田
四大创始研究员之一，一期生比试输给铃悬后接受其领导。是对清隆关心最多的研究员。
田渊
四大创始研究员之一，作为其他三位研究员的裁判。
雪
四期生，是第一个向清隆露出笑容的女孩，唯獨清隆保持著非常冷淡的强硬态度。因为初潮过早到来导致考试发挥失常而成为倒数第三个脱队的学员。离开白屋后患上抑郁症，长期在医院接受心理治疗，几乎不能听到任何与白屋有关的信息，但一直挂念着清隆。听闻白屋关闭后希望见清隆一面，却再度被清隆以极端冷淡的态度面对，然而其本意也是為了避免再度傷害到她才選擇避不見面。
志朗
四期生，清隆的最后一个同期。由于萌生了向往自由的情绪，9岁时和清隆在格斗比试后败北而主动脱队。

## 其他人物
直江
在二年级篇第8卷清隆等人去北海道修学旅行时去世，时年90岁，其后鬼岛首相发表谈话。执政党市民党的四名顶级巨头之一、实权人物、干事长，自立“直江派阀”。68岁时为了对抗拥有“高等育成学校”的市民党另一顶级巨头鬼岛议员而命令笃臣创办白屋，并将坂柳和月城引荐给笃臣。后在党内竞争中败北而向鬼岛派求和，求和的条件是令笃臣关闭白屋。由于笃臣已经成长得太快，直江为了自己儿子的政治前途而刻意打压已渐渐不受控制的笃臣，一度将他暂时赶出政坛。自己因年事过高入院疗养后被笃臣抓住机会重返政坛。
美香
东京某家高级夜总会的2号陪酒女，长相非常漂亮。国中毕业后来到东京打工，19岁开始从事夜总会的工作，据笃臣说其月收入超过100万日圆，与包括笃臣在内的诸多高官权贵保持着不正当肉体关系。曾与笃臣交往过，后与笃臣结成契约夫妻并为他生下清隆，随后被买断与清隆相关的一切权利并被要求远走高飞。“清隆”的来源是美香喜欢的一个牛郎的名字。
松雄（／）
綾小路家的管家。White Room暫停後，曾照顧了綾小路清隆一年。告訴綾小路清隆在這日本只有一所學校，不在綾小路清隆的父親的影響範圍內，即高度育成高中。幫綾小路清隆辦理入學手續，讓綾小路清隆成功從父親手中逃離。被綾小路清隆的父親逼到自焚結束生命。
松雄榮一郎（／）
松雄的兒子，成績學業十分優秀，與綾小路同歲。本考上了相當不錯的高中，因為松雄協助綾小路的原因被綾小路父親報復，被強制退學後在綾小路父親操控下任何學校不再錄用他，如做著艱難維持生活的工作。於2月14日自殺身亡。

## 腳註

### 來源
1. ↑  . Real Sound. 2020-12-30  [2024-03-02]. （原始内容存档于2022-04-08）.
2. 1 2 3 4 5 6 7 8 9 10 11 12 13 14 15 16 17 18 19 20 21  . animate Times. 2017-05-15  [2024-03-03]. （原始内容存档于2017年10月24日） （日语）.
3. 1 2  . アニメ!アニメ!. 2022-06-28  [2024-03-02] （日语）.
4. ↑  小説/2年生編第2巻 (2020)，第246頁.
5. ↑  小説/2年生編第8巻 (2022)，後記.
6. ↑  . アニシラ. 2024-01-17  [2024-03-02]. （原始内容存档于2024-03-02） （日语）.

小說
1. ↑  第3卷 虛假的團隊合作
2. ↑  第4.5卷 與別班的交流會
3. 1 2  第5卷
4. 1 2 3 4 5 6 7 8

### 小說
- 衣笠彰梧. . MF文庫J 第2巻. KADOKAWA. 2020-06-25. ISBN 978-4-04-064664-0.
- 衣笠彰梧. . MF文庫J 第8巻. KADOKAWA. 2022-10-25. ISBN 978-4-04-681833-1.

## 外部連結
- MF文庫J《歡迎來到實力至上主義的教室》官方網站 CHARACTER（日語）
  - MF文庫J《歡迎來到實力至上主義的教室》2年級篇官方網站 CHARACTER（日語）
- 電視動畫《歡迎來到實力至上主義的教室》官方網站 CHARACTER（日語）